# Markus Kamrad
Markus Kamrad (* 1971 in Krefeld) ist ein deutscher politischer Beamter (Bündnis 90/Die Grünen). Er war von 2021 bis 2023 Staatssekretär für Zentrales und Verbraucherschutz in der Berliner Senatsverwaltung für Umwelt, Mobilität, Verbraucher- und Klimaschutz.

## Leben
Kamrad absolvierte 1991 sein Abitur am Gymnasium Horkesgath in Krefeld. Anschließend absolvierte er von 1991 bis 1993 eine Ausbildung zum Bankkaufmann bei der Dresdner Bank AG. Daraufhin leistete er von 1993 bis 1994 Zivildienst im Heilpädagogischen Zentrum Krefeld. Von 1995 bis 2000 studierte er Volkswirtschaftslehre an der Universität zu Köln, das er mit dem Diplom abschloss. Von 2000 bis 2001 war er als wissenschaftlicher Mitarbeiter an der Universität zu Köln tätig. Daraufhin absolvierte er von 2001 bis 2003 sein Volontariat bei der Gruner + Jahr Wirtschaftspresse. Von 2003 bis 2009 arbeitete er in der Presseabteilung der Bundestagsfraktion Bündnis 90/Die Grünen. Von 2009 bis 2010 war er stellvertretender Pressesprecher des Senats der Freien und Hansestadt Hamburg. Anschließend war er von 2011 bis 2016 als Unternehmensberater bei der Joschka Fischer & Company GmbH tätig. Von 2016 bis 2021 arbeitete er als Leiter der Unternehmenskommunikation bei der Betriebskrankenkasse Verkehrsbau Union. Im Rahmen der Wahl zum Abgeordnetenhaus von Berlin 2021 war er Sprecher der grünen Spitzenkandidatin Bettina Jarasch.
Am 23. Dezember 2021 wurde er zum Staatssekretär für Zentrales und Verbraucherschutz in der Berliner Senatsverwaltung für Umwelt, Mobilität, Verbraucher- und Klimaschutz ernannt. Mit der Bildung des Senates Wegner im April 2023 schied er als Staatssekretär aus.
| Personendaten    | Personendaten                                         |
| ---------------- | ----------------------------------------------------- |
| NAME             | Kamrad, Markus                                        |
| KURZBESCHREIBUNG | deutscher politischer Beamter (Bündnis 90/Die Grünen) |
| GEBURTSDATUM     | 1971                                                  |
| GEBURTSORT       | Krefeld                                               |